# Kasteel Laarhof (Schelle)
Het kasteeldomein Laarhof is gelegen in de Antwerpse gemeente Schelle. Op de plaats van dit voormalige kasteel is een feestlocatie gekomen.

## Toponymie
Het kasteel en het domein kennen verschillende benamingen die doorheen de geschiedenis zijn geëvolueerd. In de 13de eeuw sprak men van het kasteel Hagelsteen, in de 14de eeuw werd het kasteel genoemd naar de eerste gekende kasteelheer (Jan van Laere en dus het Laarhof of hof van Laer), en uiteindelijk in de 19de eeuw sprak men van het 'kasteel van Ravestyn'.

## Geschiedenis

### Ontstaan
Over de ontstaansgeschiedenis van het Laarhof is weinig bekend door een gebrek aan archeologisch onderzoek. De lokale geschiedschrijving baseert zich op geschreven bronnen. De eerste geschiedkundige sporen op vlak van verschansing in de Rupelstreek vindt men terug in de 11e eeuw. Een toenmalige geschiedschrijver – een monnik van de Lobbesabdij – schreef: “condacum castrum super scelt” of ‘het kasteel bij de Schelde aan de samenvloeiing’. De Schelde is steeds een belangrijke grens geweest tussen het hertogdom Brabant en het graafschap Vlaanderen. Het is niet ondenkbaar dat dergelijke fortificatie dus een vroegere oorsprong kent. Mits de eerste bronnen starten in de 13de eeuw gaat men ervan uit dat de voorgeschiedenis en ontstaan vroeger zou zijn.

### 13e eeuw
De geschiedenis van het Laarhof start in de 13e eeuw, specifiek in het jaar 1297. Dit aan de hand van een brief geschreven door Adelheid van Guines – de vrouw van Wouter VI Berthout – waarin beschreven staat dat hun eigendom overgaat op hun zoon Jan Berthout, heer van Mechelen. Hierin kunnen we lezen “te Schelle inder Hagelsteene goet”. De vroegste vorm van het kasteel zou een stenen of houten fortificatie zijn geweest, omringd door water. Dit weten omdat men tussen de 11e en 12e eeuw pas begon met kastelen in steen te vervaardigen.
De eerste officiële eigenaars van het Laarhof of Hagelsteen waren vermoedelijk leden van de familie Berthout. De Berthouts wisten gedurende de 12e en 13e eeuw het land van Mechelen te veroveren, samen met verschillende heerlijkheden (waaronder Schelle) in het hertogdom Brabant.
Aangezien de Berthouts de stichters waren van vele gebouwen tijdens deze periode, is het onduidelijk of zij het kasteel Hagelsteen/Laarhof hebben gebouwd. Er heerst ook het vermoeden dat de Berthouts het kasteel overnamen van de Schelse heren, de families ‘van Schelle’, ‘Sanders’ en ‘Stoevere’, die zich zouden onderschikken aan het gezag van de Berthouts.

### 14e eeuw
Tijdens de 14e eeuw kwam het kasteel Hagelsteen in handen van Katelijne Sanders en haar man Jan van Laere. Jan van Laere was schepen in Antwerpen. Al in de 13e eeuw was het kasteel niet enkel een fortificatie maar bevond zich daar ook een schepenbank. Een schepenbank was gedurende de middeleeuwen een plek waar men wetten vervaardigde en recht sprak. De eerste Schelse schepenbank had dus de controle over een uitgestrekt gebied. Dit zou ongeveer het huidige Schelle zijn met grote delen van Niel en Hemiksem. Dit weten we omdat Hemiksem en Niel zich pas vele later wisten te ontwikkelen tot volwaardige dorpen.
De latere kaarten van de gemeente Schelle beschrijven de weiden rondom het Laarhof als ‘galgenvelden’. Het is dus niet ondenkbaar dat men burgers meteen terechtstelde na een kort proces. Deze galgenvelden – die zich overigens bevinden rondom de Laarkapel – zouden nog vele eeuwen gebruikt worden. Eén van de executiemethoden was door ophanging. Daarnaast hing men de beklaagde ook aan een Y-vormige spaak, waarbij het sterfproces vertraagd werd. Dergelijke spaak noemde men ‘een Mik’. De beul die deze straffen tot uitvoering bracht, noemde men dan ook ‘de Mikman’, beter gekend als gehucht.

### 16e eeuw
Door het huwelijk tussen Maria van Berchem en Jacob Suys kwam het kasteel in bezit van de familie Suys. Jacob Suys, veelal geschreven in de Latijnse vorm ‘Jacobus Susius’, was heer van Nederveen, Tolsende en Greysoord. In die periode werd het kasteel bestormd door vijandige soldaten en kwam het kasteel afwisselend in de handen van zowel het Spaanse als het geuzenleger. Door deze verschillende aanvallen werd het kasteel zwaar verwoest en zelfs volledig platgebrand. Jacob Suys, die tijdens de godsdienstoorlogen naar Luik was uitgeweken, stierf in 1592.
Pieter Suys, de kleinzoon van Jacob, kreeg de eigendomsrechten op 4 december 1620 en besloot het volledige kasteel herop te bouwen naar de architectuur uit de 17de eeuw. De robuuste vorm en de middeleeuwse structuur werden verder geromantiseerd tot volwaardig ‘hof van plaisantie’. De grondvesten van het oud kasteel zouden als basis dienen voor het nieuwe hof. De uitkijktorens werden verlaagd, ramen kregen fijner loodglas en het dak werd bekroond met een klokkentoren. Dit alles zou gebouwd zijn geweest door gebruik van bakstenen, wat gebruikelijk was in die tijd.

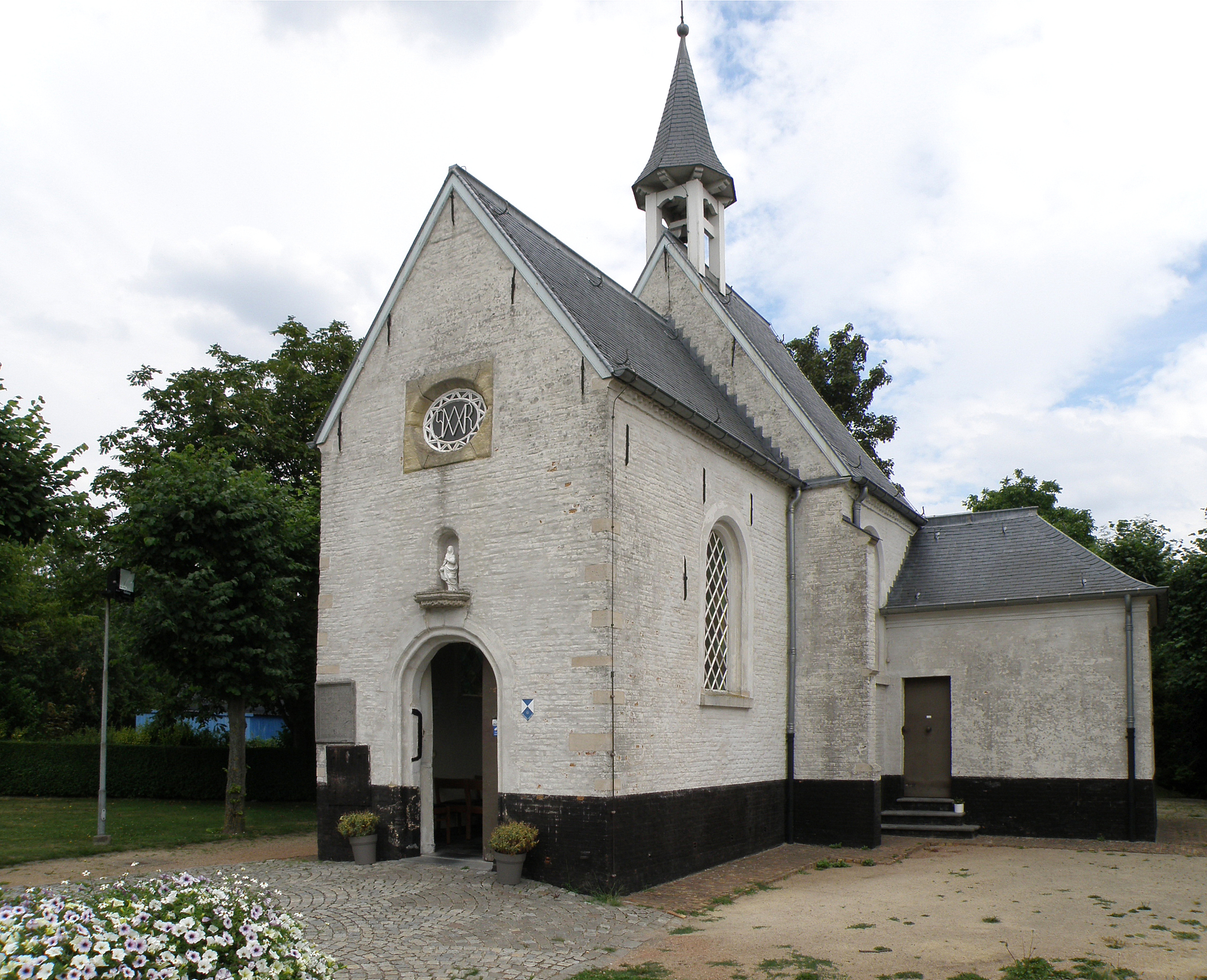
De Laarkapel, oorspronkelijk deel van het kasteeldomein.

Het is ook in de Suys-periode dat de Laarkapel zou zijn gebouwd. Het wapenschild van de familie is nog steeds te bezichtigen naast het altaar. In 1680 verkocht de familie Suys het Laarhof, nadat het kasteel gedurende een eeuw in hun handen was geweest.

### 19e eeuw
Na de Franse periode werd op 11 juli 1829 het Laarhof openbaar verkocht en toegewezen aan Frans Steven Antoon van Ravestyn en zijn echtgenote Maria-Josephine de Beunic. Het echtpaar besloot het kasteel grondig te renoveren. Een gedenksteen in de toegangspoort brengt dit in herinnering: 
“Hoc castellum renovatum/est per domum fransiscus stephanum antonium a padua van ravestyn/antverpiensem anno 1831”. 

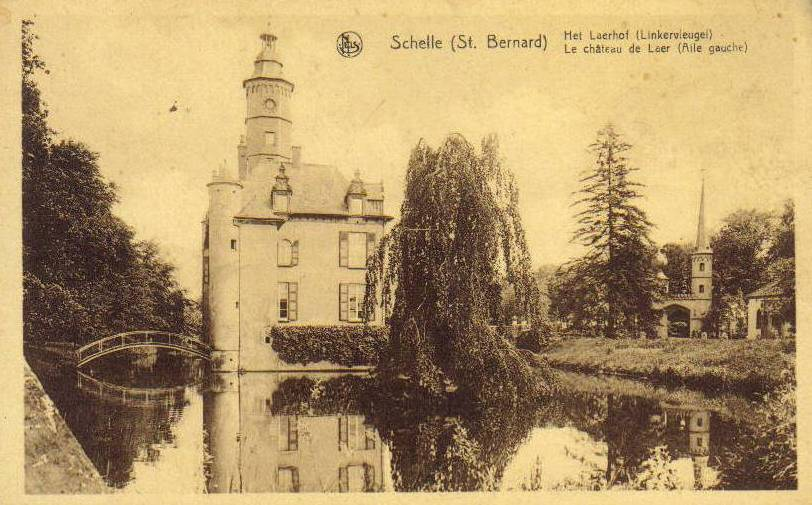
Een postkaart van de Ravestyn-periode

De familie van Ravestyn gaf de befaamde bouwheer Jozef van Assche de opdracht om het kasteel te renoveren naar de gaande mode. Het volledige kasteel werd verstevigd en bepleisterd in ‘Engelse stijl’. De twee frontale uitkijktorens werden met de grond gelijkgemaakt, de verschillende bijwoningen werden ook afgebroken. In de plaats werd een hofkapel gebouwd en een neogotische toegangspoort, die de Schellenaars vandaag kennen als ‘de appel en de peer’. De oude paardenstal werd vernieuwd tot koetshuis, dit in Moorse stijl. Het kasteel werd langs de achterkant in verbinding gebracht met een ‘boswachtershuis’, wat er tot op heden nog steeds staat. De linkerzijde van het binnenhof werd verbonden met de gronden rond het kasteel door een brug, wat men vandaag nog steeds kan zien (later verbouwd in bakstenen). Daarnaast zou onder de kapel (aan de rechtervleugel) een kamer zijn geweest, waar men in een bootje kon stappen om zo rond te varen op de grachten.
Na het overlijden van Frans Ravestyn in 1834 gingen de eigendomsrechten over naar hun oudste zoon Jean Baptiste François van Ravestyn. Hij huwde met Joanna Maria Josephine de Lidth de Jeude, met wie hij twee kinderen kreeg. In 1878 erfde hun zoon Frans Jan Hyacinth van Ravestyn het Laarhof. Op 22 juli 1845 huwde hij in Turnhout met Maria Joanna van Genechten, zij kregen zeven kinderen. Op 29 juli 1909 werd het Laarhof toegewezen aan de oudste zoon Gustave-Marie-Hyacinth van Ravestyn, die het jaar erop met zijn gezin op het kasteel ging wonen. Samen met zijn vrouw Joanna Antonia Maria Huberta van Ryckevorsel kreeg hij vier kinderen. Gustave-Marie-Hyacinth van Ravestyn stierf op 14 februari 1935 in Schelle. Vóór hij stierf verkocht hij in 1930 het kasteel aan een vennootschap.

### Afbraak
Uit mondelinge overlevering weten we dat het Laarhof gedurende de Tweede Wereldoorlog kort werd bewoond door de Duitse bezetter. Tijdens de koude winters zouden grote gedeelten van de Laarbossen gekapt zijn voor het voorzien in brandhout. Men zegt dat zelfs het interieur en de houten structuur van het onbewoonde Laarhof eraan moesten geloven. Door de houtplunderingen en het slechte onderhoud werd in 1952 het kasteel afgebroken. Het kasteel zou in zo'n slechte staat zijn geweest dat het amper haalbaar en betaalbaar was om het weer in zijn volle glorie te herstellen. Wel besloot men de sierlijke toegangspoort te behouden. In 1953 werd een landhuis gebouwd op de plek waar het Laarhof stond. Dit deed dienst als ontspanningslokaal voor het personeel van de elektriciteitscentrale Interschelde of in het Frans: Interescaut.